# Goralische Waffen SS Legion
Goralische Freiwilligen Waffen SS Legion – planowana ochotnicza jednostka Waffen-SS mająca składać się z członków Goralenvolk, docelowo miała liczyć 10 tys. żołnierzy rekrutowanych z szeregów Goralenverein. 
Jednostka miała być formowana pod patronatem Goralisches Komitee i jej Goralenfürsta Wacława Krzeptowskiego. Rekrutację rozpoczęto w czerwcu 1942, ale pomimo silnych nacisków i zmasowanej propagandy w szeregi formacji zgłosiło się tylko 300 ochotników. a na szkolenie w obozie w Trawnikach zakwalifikowano 200. W styczniu 1943 ochotnicy zostali zaproszeni do restauracji w hotelu Morskie Oko na Krupówkach. Tam, przy wódce i poczęstunku agitowano za wstąpieniem do jednostki. Upojonych górali zaprowadzono na stację kolejową, gdzie czekał na nich specjalnie podstawiony pociąg. Liczne dezercje spowodowały, że na szkolenie dotarło tylko kilkunastu, z których kilku przyjęto w szeregi Waffen-SS, zaś resztę wysłano na roboty przymusowe do Niemiec. Całkowita liczba goralenvolkowców członków Waffen-SS nie jest znana, podawane są liczby od 6 do 15 ludzi.
Jedynymi przyjętymi w szeregi Waffen-SS, a potem przeniesionymi do Allgemeine SS znanymi z nazwiska członkami Goralischer Waffen SS Legion byli (ze stopniem (SS-Sturmmanna): Suleja, Duda, Karkosz, Mytkowicz i bracia Górka z Nowego Targu.
Była to ostatnia akcja Goralisches Komitee.